# Шовкопряд похідний дубовий
Шовкопряд похідний дубовий (Thaumetopoea processionea)- метелик, гусінь якого  переважно зустрічається в дібровах в період з травня по серпень. Пошкоджує дуб, зрідка інші листяні породи такі як ліщина, граб, береза та бук. Вважається шкідливою для здоров'я, бо волоски гусениць при контакті викликають подразнення шкіри, очей та дихальних шляхів  у людей, а також у тварин, наприклад у коней та собак.

## Опис

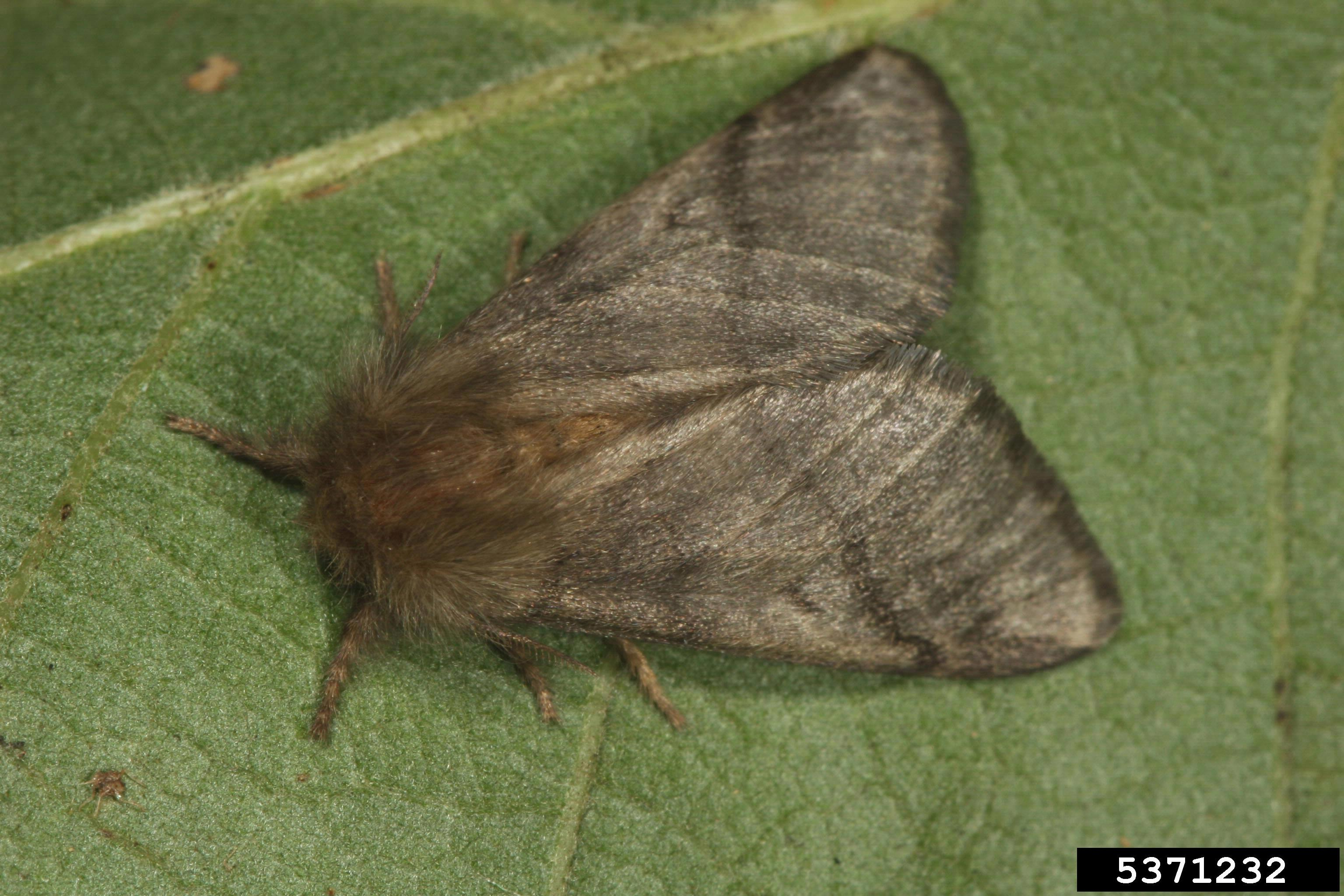
The imago (adult stage)

Метелик з розмахом крил 22 – 32 мм; передні крила коричнево-сірі з трьома чорносірими поперечними смугами та нечіткою серединною плямою; по краю крила світла хвиляста лінія, задні крила жовтуватобілі з темною перетинкою. Яйце розміром до 1 мм, кругле, дископодібне, світло-сіре; яйцекладка має вигляд прямокутного щитка з рядами яєць, що просвічуються. Гусениця завдовжки 20 – 30 мм, темно-сіра, по боках білувата, з двома рядами оранжевих бородавок, що мають довгі волоски; на тілі є ряд пекучих волосків. Лялечка завдовжки 12 – 12,5 мм, вохряножовта, в коконі.
Зимують яйця на корі гілок і стовбурів. Наприкінці квітня — на початку травня відроджуються гусениці. Живуть гуртом. Спочатку пошкоджують бруньки, пізніше об'їдають листя у нічний час. Вдень знаходяться у сховищах. Увечері переповзають у крону правильними рядами — «строєм». Вранці таким самим способом повертаються у сховище. Під час переходів попереду повзе одна гусениця, слідом — по дві в ряд, до кінця колона звужується. Похідна колона залишає за собою павутинний слід. Гусениці проходять 6 віків і розвиваються впродовж 65 – 80 діб. Скинуті під час линянь шкірки й накопичені екскременти перетворюють сховище з листя на великий клубок, всередині якого гусениці коконуються, розміщуючись рядами. Заляльковуються в липні — на початку серпня. Через 20 – 40 діб вилітають метелики. Самки відкладають весь запас яєць на гладеньку кору гілок і стовбурів рівними рядками у вигляді прямокутної групи. Плодючість — у середньому 160 яєць (від 80 до 230). Кладка вкривається виділеннями, що утворюють прозору плівку.

## Поширення
Центральна та південна Європа. У зв'язку з глобальною зміною клімату ареал просувається на північ. За останні роки зареєстроване значне зростання кількості гусені в таких країнах як Бельгія, Нідерланди, Німеччина, Велика Британія, Польща і навіть Швеція. В Україні поширений у південно-західних областях.